# Романовська імперія
Романовська Імперія (англ. Romanov Empire), також Суверенна держава Імператорський престол — віртуальна держава, проголошена в 2011 році російським політиком Антоном Баковим під назвою Російська Імперія. Спочатку позиціонувалася як «єдиний правонаступник держави, заснованого Батьком Вітчизни Імператором Всеросійським Петром Великим» (Російської Імперії). У 2014 році державу погодився очолити член імператорського дому Романових принц Карл-Еміх Лейнінгенський, нащадок російського імператора Олександра II, який для цього перейшов з лютеранства в православ'я і був коронований під ім'ям Микола III. З цього часу держава відмовилася від попередніх претензій на російську спадщину і оголосила себе всесвітнім центром консолідації християнських монархістів (Баків — лідер Монархічної партії РФ). Наявність на чолі держави «легітимного спадкоємця імператорського дому» дало Бакову підстави почати переговори з іншими державами про визнання суверенітету. В числі таких держав — Албанія, Північна Македонія, Чорногорія, Антигуа і Барбуда, Гамбія і Кірибаті. Від влади Кірибаті в 2017 році було отримано попередню згоду, що викликало жваву реакцію світових ЗМІ. У грудні того ж року Баків оголосив про підписання відповідної угоди з владою Гамбії і ведуться переговори ще з п'ятьма неназваними державами. Однак, 12 грудня Гамбія це спростувала.

## Російська Імперія
«Російська Імперія» була проголошена Баковим в 2011 році і існувала в такій якості до 2014 року. Вона позиціонувалася як «федеративна конституційна монархія, що складається з регіонів» і «єдиний правонаступник держави, заснованого Батьком Вітчизни Імператором Всеросійським Петром Великим» (Російської Імперії). «Російська Імперія» «за правом першовідкривача претендувала на ряд незаселених територій, відкритих Російським Імператорським флотом, які не увійшли до складу держав, що відділилися від імперії (Фінляндія, Польща і колишні республіки СРСР)» — зокрема, на Антарктиду і атол Суворова в Тихому океані (всього 17 територій). «Російська Імперія» мала власне законодавство, органи управління і видавала паспорти своїм підданим.
У 2012 році Баковим була заснована Монархічна партія РФ, яка в 2013 році оголосила про набуття спадкоємця імператорського всеросійського престолу — ним став нащадок Олександра II Князь Імператорської крові Микола Кирилович, який прийняв це ім'я після переходу з лютеранства в православ'я, що дало йому підстави претендувати на спадкування престолу у відповідності з Основними державними законами колишньої Російської Імперії.
Микола Кирилович був проголошений регентом «Російської Імперії» та членом наглядової ради Імператорського палацового фонду, а його день народження — 12 червня  який збігається з Днем Росії в РФ, — був оголошений Імператорським днем. 5 липня 2013 року Баків оголосив про надання громадянства Російської Імперії відомому американському дисиденту Едварду Сноудену, у якого раніше був анульований паспорт США і який в цей період намагався отримати політичний притулок.

## Суверенна Держава Імператорський Престол

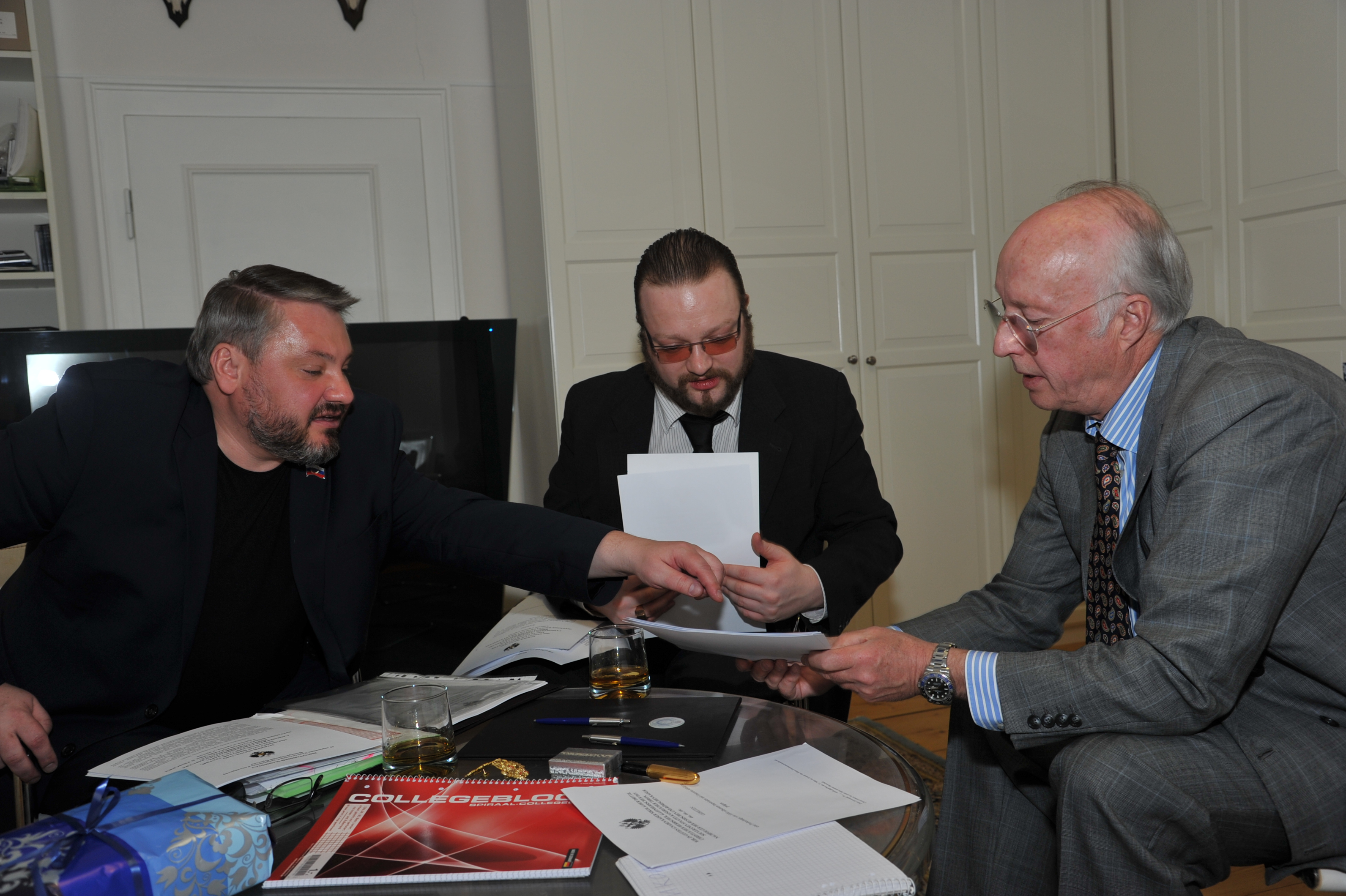
Антон Баків і Микола Кирилович Романов підписують установчі документи Суверенної Держави Імператорський Престол

До ідеї монархічної природи влади Баків прийшов у результаті власних досліджень, результати яких він виклав у книзі 2013 року «Ідоли влади». У 2014 році Баків представив нову книгу-дослідження «Золота булла 2014 року. Монархічний план відродження Росії», яку називає підбиттям підсумків еволюції своїх політичних поглядів. У ній він виводить спадкоємність християнського імператорського престолу від римського імператора Костянтина Великого і оголошує Миколу Кириловича єдиним сучасним спадкоємцем цього престолу. Згідно з висновками Бакова, з точки зору міжнародного права, за аналогією з державою Святий Престол (Ватикан), такий престол є носієм державного суверенітету безвідносно наявності інших атрибутів, таких як територія і населення. У зв'язку з цим Микола Кирилович був оголошений імператором Миколою III, на що було отримано його згоду, і на підставі його юридичного статусу було проголошено Суверенну Державу Імператорський Престол. Баків розглядає цю конструкцію як базу для єдиного центру консолідації християнських монархістів в глобальному масштабі, у зв'язку з чим з назви престолу був виключений термін «Всеросійський». З метою «консолідувати патріотів, які зберегли або знайшли вірність Імператорського престолу», була розпочата робота по інтеграції «Російської Імперії», Монархічної партії та інших суміжних структур навколо цієї держави..
Баків, який у «Російської Імперії» був прем'єр-міністром, в Суверенному Престолі був призначений прем'єром і ерцканцлером. В кінці 2015 року у зв'язку з 50-річчям Бакова Микола III подарував йому фамільну ікону дому Романових з зображенням святої Катерини і присвоїв спадковий титул Ясновельможний князь (це 42-е надання такого титулу в Росії).
В інтерв'ю «4 каналу» 2 червня 2014 року. Баків повідомив про придбання в Чорногорії ділянки землі поруч з містом Никшич, яка «вдвічі перевищує територію Ватикану» (80 га). Ділянку передбачалося зробити основною територією держави та резиденцією імператора. Баків також повідомив про переговори з владою Чорногорії з питання про визнання і плани щодо вступу в ООН, і вказав на те, що здобуття Чорногорією незалежності в 1878 році було пов'язано з діями Олександра II, прапрапрадіда Карла-Еміха. За словами Бакова, на території вже створена дорожня інфраструктура, очікується закладка палацового та церковного комплексів, навколо яких будуть розташовуватися будинки і офіси".
Також Баків повідомив про переговори про співпрацю з владою Македонії та Албанії. У вересні 2015 року на 70-й сесії Генасамблеї ООН у Нью-Йорку Баків провів аналогічні переговори з президентом Гамбії Ях'я Джамме. Крім того, проводяться зустрічі з македонським і чорногорським духовенством. Восени 2015 року пройшли переговори з керівництвом Антигуа і Барбуди, навесні і восени 2016 — Кірибаті. На початку 2017 року новозеландська радіостанція Radio New Zealand повідомила про попередню згоду уряду Кірибаті продати Бакову три безлюдних острови: Молден, Каролайн та Старбака. Це викликало жваву реакцію багатьох світових ЗМІ. На найбільшому за площею острові Молден (64 кв. км) планувалося почати будівництво туристичної інфраструктури та рибних заводів, інвестувавши в цілому 350 мільйонів доларів США. Умови переговорів припускали, що влада Кірибаті передає державним структурам Бакова всі державні функції крім оборони, антитерористичної безпеки і митниці. За словами дружини Бакова Марини, в новій державі «матимуть можливість селитися незадоволені політикою Володимира Путіна росіяни».

## Романівська Імперія
В процесі переговорів з владою Кірибаті була перероблена і доповнена концепція Суверенної Престолу як центру консолідації християнських монархістів на базі концепції римсько-візантійської спадщини. У зв'язку з наявністю спадкоємця Романових на чолі держави в документах і ЗМІ стала застосовуватися також назва Романівська Імперія (англ. Romanov Empire). У жовтні 2017 року цю назву було визнано рівнозначною колишній назві.
Романівська Імперія — єдине державне утворення у світі, де верхня палата парламенту Державна Дума формується на основі демархії.
У вересні 2017 року Баків оголосив про намір балотуватися на пост президента Росії на виборах 2018 року від Монархічної партії, у зв'язку з чим, серед іншого, дав програмне інтерв'ю «Новій газеті». У ньому він повідомив про те, що переговори в Кірибаті були саботовані місцевою опозицією, яка налаштувала населення проти проекту при первісному згоді з ним державного керівництва. Також Баків повідомив про продовження переговорів з новою владою Гамбії, де президента Ях'я Джамме в 2017 році змінив Адама Берроу. 6 грудня на прес-конференції в Єкатеринбурзі Баків повідомив про успіх цих переговорів, приурочених до 100-річчя Жовтневого перевороту.
Гамбійський проект передбачав створення насипних островів поблизу гамбійської столиці Банжула. На новій території передбачалося широке використання нових технологій, а національною валютою оголошено біткойн; планується залучати інвестиції за допомогою ICO. 12 грудня Гамбія спростувала існування проекту.